# The Dream Calls for Blood
The Dream Calls for Blood ist das siebte Studioalbum der US-amerikanischen Thrash-Metal-Band Death Angel. Es wurde am 11. Oktober 2013 bei Nuclear Blast veröffentlicht. Das Album erschien auch als Digipak-Version mit dem Black-Sabbath-Cover Heaven and Hell als Bonustitel sowie, ähnlich wie beim Vorgänger, einer zusätzlichen DVD The Making of ‚The Dream Calls for Blood‘.

## Entstehung und Stil
Auf dem Album verfolgt die Band weiter den musikalischen Kurs des Vorgängers Relentless Retribution und spielt kräftigen und teils schnellen Thrash Metal. Erneut suchte die Band Jason Suecof in seinen Audio Hammer Studios in Sanford auf, wo die Platte von April bis Mai 2013 eingespielt und von ihm und Gitarrist Rob Cavestany produziert und gemischt wurde. Suecof spielte auch ein Gastsolo bei Empty. Zusätzliche Aufnahmen fanden vor und nach dem eigentlichen Aufnahmezeitraum in den Spiderville Studios in Oakland, Kalifornien, statt. Gitarrist Rob Cavestany sagte, der Titel des Albums sei „im Grunde“ das „Motto“ der Band und erklärte weiter:

„Aus unserer Sicht ist der Traum unsere Band, diese am Laufen zu halten und Musik fürs Leben zu machen. Das Blut sind all die Opfer und die harte Arbeit, die in sie fließt, und das ist die Metapher dafür. Es bezieht sich nicht nur auf Musik. Es geht auch um andere Menschen, um deren Leben und ihre Ziele, die sie erreichen wollen, und um die Opfer, die nötig sind, um diese Ziele zu erreichen. Und außerdem gibt es einen Anflug von Aggression gegenüber solchen Menschen, die Abstriche machen und nicht alle Schritte durchlaufen, die erforderlich sind, um das Ziel auf die richtige Weise zu erreichen. Die Leute, die so vorgehen und nicht genau respektieren, was es braucht, bekommen also einen kleinen Mittelfinger gezeigt.“

Das Albumcover, das eine fressende Wolfsmeute in der Nacht zeigt, stammt von Brent Elliot White.

## Rezeption

### Rezensionen
Das Album wurde wie schon der Vorgänger positiv rezensiert, sowohl bei About.com (4 von 5), als auch bei Allabouttherock.com (10 von 10) und Allmusic.com (4,5 von fünf).

### Charts und Chartplatzierungen
Das Album stieg auf Platz 59 in die deutschen Albumcharts ein und erreichte mit Platz 72 in den USA erstmals eine Platzierung unter den ersten 100 der Billboard 200.
| ChartsChartplatzierungen       | Höchstplatzierung | Wochen |
| ------------------------------ | ----------------- | ------ |
| Deutschland (GfK)              | 59 (1 Wo.)        | 1      |
| Vereinigte Staaten (Billboard) | 72 (1 Wo.)        | 1      |

## Titelliste
Die Musik wurde von Rob Cavestany geschrieben, die Texte von Mark Osegueda, außer Territorial Instinct / Bloodlust, bei dem Musik und Text von Cavestany stammen.
| Nr.          | Titel                            | Länge |
| ------------ | -------------------------------- | ----- |
| 1.           | Left for Dead                    | 5:31  |
| 2.           | Son of the Morning               | 4:02  |
| 3.           | Fallen                           | 4:41  |
| 4.           | The Dream Calls for Blood        | 4:11  |
| 5.           | Succubus                         | 4:27  |
| 6.           | Execution / Don’t Save Me        | 4:39  |
| 7.           | Caster of Shame                  | 3:37  |
| 8.           | Detonate                         | 4:42  |
| 9.           | Empty                            | 4:58  |
| 10.          | Territorial Instinct / Bloodlust | 6:37  |
| Gesamtlänge: | Gesamtlänge:                     | 47:25 |

| Nr.          | Titel                                 | Länge |
| ------------ | ------------------------------------- | ----- |
| 11.          | Heaven and Hell (Black-Sabbath-Cover) | 6:47  |
| Gesamtlänge: | Gesamtlänge:                          | 54:12 |